# Arnau Ballester
|  | No s'ha de confondre amb Arnal Ballester. |

Arnau Ballester (? - Barcelona, 18 de juny 1348) fou un ciutadà de la capital catalana que era escrivà de ració del Patrimoni Reial i també conseller reial.
Apareix a la documentació històrica a mitjans de segle. Vivia al nucli més cèntric de la capital, a la parròquia de Sant Miquel (església a la qual va regalar dos altars). Enriquit, va posseir nombroses terres a Sant Just Desvern i Sant Joan Despí; era amo de la torre Baldovina a Santa Coloma de Gramenet; i fins i tot va adquirir el castell de Mataró en una subhasta per 145.000 sous barcelonins de tern, cosa que li permeté esdevenir-ne el senyor feudal. El 16 de juny de 1348, malalt de pesta negra, va fer un testament amb generoses donacions a la Pia Almoina i a l'hospital de Pere Desvilar llegant-los una part important del seu patrimoni. Va morir dos dies després.